# Iankaikkinen
Iankaikkinen è il settimo album della band heavy metal finlandese Kotiteollisuus, prima nota come Hullu ukko ja kotiteollisuus.

## Tracce
1. Kivireki – 2:49
2. Arkunnaula – 4:06
3. Iankaikkinen – 4:13
4. Kadonneet – 3:40
5. Ukko Perkele – 5:35
6. Tuonelan koivut – 5:11
7. Kaksin käsin – 3:26
8. Kummitusjuna – 4:21
9. Pullon henki – 6:04
10. Aamu – 5:02
11. Unilaulu – 3:55

## Formazione
- Jouni Hynynen - voce, chitarra
- Janne Hongisto - basso
- Jari Sinkkonen - batteria